# Chloé Herbiet
Chloé Herbiet (3 de diciembre de 1998) es una deportista belga que compite en atletismo, especialista en las carreras de fondo. Ganó dos medallas de oro en el Campeonato Europeo de Atletismo en Ruta de 2025, en las pruebas de media maratón y media maratón por equipo.

## Palmarés internacional
| Campeonato Europeo en Ruta | Campeonato Europeo en Ruta | Campeonato Europeo en Ruta | Campeonato Europeo en Ruta |
| Año                        | Lugar                      | Medalla                    | Prueba                     |
| -------------------------- | -------------------------- | -------------------------- | -------------------------- |
| 2025                       | Bruselas/Lovaina (Bélgica) | Medalla de oro             | Media maratón              |
| 2025                       | Bruselas/Lovaina (Bélgica) | Medalla de oro             | Media maratón por equipo   |